# Code Geass 叛逆的魯魯修：失去的色彩
《Code Geass 叛逆的魯魯修：失去的色彩》是由BANDAI NAMCO Games製作，並於2008年在PS2與PSP平台發行的文字冒險遊戲(AVG)。

## 概要
以動畫《Code Geass 反叛的魯路修》改編而成，與動畫有相同的世界觀。時間軸約為原作第9話到第22話，依路線的不同有可能縮短。
玩家將扮演失去記憶的主角，在闖入阿什弗德學園時被米蕾所救，自此展開遊戲的故事。

## 登場人物

### 主角
萊
- 年齡：不詳
- 性別：男性
- 身高：181cm
- 人種：不列顛尼亞人與日本人的混血兒
- 髮色：白色
- 駕駛機體：無賴、月下、薩瑟蘭、蘭斯洛特‧Club(因路線不同而會駕駛不同之機體)
- 特殊能力：Geass

遊戲主角，可自由命名，ライ是默認名稱。失去記憶闖入阿仕福德學園時被魯路修和米蕾發現，此後被米蕾收留，與魯路修、娜娜莉一樣住在社團大樓。有著過人的運動力與反應力，據洛伊德所說，其身體能力足以和朱雀匹敵。此外對於戰況分析有一定的能力，ZERO斷言其過去一定待過軍隊。還有並不喜歡喧囂的場合。(由此推斷能力與黎星刻接近，既有驚人的運動能力、智慧、謀略和Knightmare的駕駛技術，符合其本為皇族的身份。)
隨著遊戲進行，記憶會逐漸恢復。其身分是古代不列顛尼亞皇族的旁支，父親是邊境地方的領主，母親則是日本貴族。和妹妹因混血兒的身分而飽受家族欺凌，且無望與兄長爭奪繼承權，在與迷之人(於遊戲中推測是當代的V.V.)訂下契約得到Geass的力量後，殺害父親與兄長得到領主之位，並在短時間內平定周邊數國。但因為過度使用Geass而使其暴走，無意間對母親和妹妹在內，所有在場的人下達將敵人消滅的命令，兩人因而死亡。萬念俱灰下將自己的記憶消除並在神根島陷入永眠。(故此可見其Geass的使用限制只有其聲音可傳達的範圍及不會對自身有效。)
後來被巴特列發現並帶回研究所進行研究，以藥物強化身體組織能力並在腦內灌輸關於KightMare的知識與現代常識，同時與C.C.有過接觸。

## 原作第一季未提及的設定
- 朱雀對主角表明要成為第一騎士，並要求11區(日本)成為自己的封地。
- 羅洛在第二季之前登場，有使用Geass的动画橋段，但沒有詳述其能力。
- 傑里米亞曾擔任瑪麗安娜的衛隊，對於瑪麗安娜被害一事自責不已。
- 第九騎士諾奈特·艾妮亞古拉姆在第二季之前登場，相比R2有大量戏份。
- 在PSP版中，黎星刻有显露出正面样貌。
- 有提及NDS遊戲中的雙生皇子基斯塔尔和帕利库斯秘密來到11區。

## 外部連結
- 官方網站（页面存档备份，存于）